# Trichopteryx fruticulosa
Trichopteryx fruticulosa är en gräsart som beskrevs av Emilio Chiovenda. Trichopteryx fruticulosa ingår i släktet Trichopteryx och familjen gräs. Inga underarter finns listade i Catalogue of Life.